# Gottlob Eberhard von Hafner
Gottlob Eberhard Hafner, später von Hafner, (* 23. oder 25. Juni 1785 in Aichelberg; † 29. September 1858 in Esslingen am Neckar) war ein deutscher evangelischer Theologe.

## Familie
Gottlob Eberhard Hafner war der Sohn des Pfarrers Eberhard Friedrich Hafner (1745–1807) und der Charlotte Katharina Biberstein. 1807 heiratete er Luise Elisabethe Katherine Emendörfer (1785–1823), mit ihr hatte er drei Kinder. In zweiter Ehe heiratete er 1823 Charlotte Friederike Malblanc, Tochter des Julius Friedrich von Malblanc, Obertribunalrat und Professor in Tübingen.

## Beruf
Hafner ist in Horrheim aufgewachsen. Er studierte an der Universität Tübingen Evangelische Theologie, 1804 hat er den akademischen Grad eines Magisters der Evangelischen Theologie erworben. 1806 wurde er Präzeptor in Altensteig, 1811 Pfarrer in Neuenhaus, 1817 bis 1823 war er Pfarrer in Steinenbronn, seit 1819 zugleich Schulkonferenzdirektor für die Amtsdiözöse Stuttgart. 1823 wurde er Dekan in Münsingen und von 1828 bis 1844 war er Dekan in Knittlingen. 1841 wurde er zum Mitglied der „Gesangbuch-Kommission“ bestellt. Von 1844 bis 1852 schließlich war er Prälat und Generalsuperintendent von Heilbronn. 1852 trat er in den Ruhestand.

## Politik
Die Generalsuperintendenten der Evangelischen Landeskirche waren Kraft Amtes privilegierte Mitglieder der Zweiten Kammer des württembergischen Landtags.  Gottlob Eberhard von Hafner trat nach seiner Ernennung in Heilbronn deshalb auch 1845 in den Landtag ein. Er übte das Amt bis 1849 aus. 1848 gehörte er dem Vorparlament an.

## Auszeichnung
Hafner wurde das Ritterkreuz des Ordens der Württembergischen Krone verliehen, welcher mit dem persönlichen Adelstitel (Nobilitierung) verbunden war.